# Сибуя Тэйске
Сибуя Тэйске (яп. 渋谷定輔 (しぶや ていすけ), 12 октября 1905 — 3 января 1989) — японский поэт и общественный деятель.

## Биография
Сибуя Тэйске родился 12 октября 1905 года в селе Минамата (яп. 南畑村), расположенном на востоке острова Хонсю.

## Творчество
Основная тема произведений Т. Сибуя — судьба бедного крестьянства.
Еще в 1920-е годы заинтересовался творчеством Т. Шевченко. Жизнь украинского поэта и его творчество оказали на Т. Сибуя глубокое впечатление. Его сборник «Голос полей» («Нора-нет сакебу». Токио, 1926) вышел с посвящением Шевченко. В новом, дополненном издании ее («Голос полей» («Тейхон. Нора-нет сакебу». Токио, 1964)) он поместил стихотворение, посвященное русскому поэту. Вместе с С. Комацу, Т. Киносита, Х. Тадзава и Т. Мураи принимал участие в издании первого в Японии сборника произведений Шевченко «Как умру...» (わたしが死んだら―シェフチェンコ詩集 (1964年), Токио, 1964), куда вошло 26 переводов, сделанных этими переводчиками. Т. Сибуя осуществил общую редакцию всей книги и написал послесловие к ней, кроме того, ему принадлежит поэтическая обработка «Завета», «Мысли» («Вітре буйний, вітре буйний!») и поэм «Наймичка» и «Сон» («У всякого своя судьба»). Т. Сибуя написал статьи «Шевченко — крестьянский поэт-демократ» в журнале «Син нихон бунгаку» («Новая японская литература», 1961, №3) и «Слышу песни Украины» в газете «Литературная Украина» (1965, 9.III).